# 裁判員の参加する刑事裁判に関する法律
裁判員の参加する刑事裁判に関する法律（さいばんいんのさんかするけいじさいばんにかんするほうりつ、平成16年法律第63号）は、裁判員制度に関する日本の法律である。略称は裁判員法。

## 概要
司法制度改革の1つとして裁判員制度の導入が検討され、2004年5月21日に成立、同年5月28日公布、一部の規定を除き2009年5月21日に施行。一定の重大な事件に関する刑事裁判の審理・判決に国民が参加する仕組みを定める。
本法の適用を受ける刑事裁判では、原則として、裁判官3人と裁判員6人で裁判所が構成される。裁判員は、高校生も含む18歳以上の有権者から無作為に抽出して選任される。裁判員候補となった者は、裁判所から送付される質問票に答えて返送し、正当な理由がなければ裁判所の呼出しを拒むことはできない。正当な理由としては、学生・生徒であること、70歳以上であること、やむを得ない事情があることなど。また、裁判員又は裁判員であった者は、「評議の秘密その他の職務上知り得た秘密」を漏らしてはならず（守秘義務）、これに反すると6か月以下の拘禁刑又は50万円以下の罰金に処される。詳細は裁判員制度参照。
施行前の2007年5月には、複数の事件に関して起訴された被告人の事件に関して、別の裁判員が審理することを可能とする、いわゆる部分判決制度の導入のための改正法（平成19年法律第60号）が成立した。
なお、裁判官弾劾裁判所の構成員も「裁判員」というが、本法の裁判員とは関係ない。

## 構成
- 第1章 総則（第1条 - 第7条）
- 第2章 裁判員
  - 第1節 総則（第8条 - 第12条）
  - 第2節 選任（第13条 - 第40条）
  - 第3節 解任等（第41条 - 第48条）
- 第3章 裁判員の参加する裁判の手続
  - 第1節 公判準備及び公判手続（第49条 - 第63条）
  - 第2節 刑事訴訟法等の適用に関する特例等（第64条・第65条）
- 第4章 評議（第66条 - 第70条）
- 第5章 区分審理決定がされた場合の審理及び裁判の特例等
  - 第1節 審理及び裁判の特例
    - 第1款 区分審理決定（第71条 - 第76条）
    - 第2款 区分事件審判（第77条 - 第85条）
    - 第3款 併合事件審判（第86条 - 第89条）

  - 第2節 選任予定裁判員
    - 第1款 選任予定裁判員の選定（第90条 - 第92条）
    - 第2款 選任予定裁判員の選定の取消し（第93条 - 第96条）
    - 第3款 選任予定裁判員の裁判員等への選任（第97条）
    - 第4款 雑則（第98条・第99条）
- 第6章 裁判員等の保護のための措置（第100条 - 第102条）
- 第7章 雑則（第103条 - 第105条）
- 第8章 罰則（第106条 - 第113条）
- 附則